# Rosa på dagis
Rosa på dagis (zu Deutsch in etwa ‚Rosa in der Kinderkrippe‘) ist ein Bilderbuch der schwedischen Autorin Barbro Lindgren, das 1999 mit Illustrationen von Eva Eriksson beim Verlag Eriksson & Lindgren veröffentlicht wurde. Es ist das dritte Buch aus Barbro Lindgrens Bilderbuchreihe mit dem schwarz-weißen Hundewelpen Rosa.

## Inhalt
Das kleine Hündchen Rosa knurrt, wenn es nicht die volle Aufmerksamkeit seines Frauchens bekommt und weigert sich, Gassi zu gehen. Seine Besitzerin beschließt daraufhin, Rosa in den Hundekindergarten zu geben. Rosa scheut anfangs die neue Umgebung und hat Angst, von den anderen Hunden gebissen zu werden. Doch sie findet sehr bald jede Menge Freunde und gewöhnt sich an die Regeln und die Routine im Hundekindergarten. Sie lernt, was es bedeutet, krank zu sein oder dass man zu Hause bleiben muss, wenn man Flöhe hat.
Als es Winter wird, fällt Schnee und der See friert zu. Dort erblickt Rosa zwei Angler, die bereits mehrere Fische gefangen haben. Die Warnungen der Aufseherinnen missachtend, flitzt Rosa aufs Eis, um sich einen der leckeren Fische zu schnappen. Doch Rosa rutscht in ihrem Eifer auf dem Eis aus und fällt ins bitterkalte Wasser. Glücklicherweise retten die beiden Angler das kleine Hündchen, indem sie es in letzter Sekunde aus dem Wasser ziehen können. Als Rosa von ihrem Frauchen abgeholt wird, erzählen ihr die Hundekindergärtnerinnen von Rosas Abenteuer. Mit viel Gebell berichtet auch Rosa auf ihre Weise ihrer Besitzerin von ihren heutigen Erlebnissen. Und eines steht fest: In eiskaltes Wasser wird Rosa sicher nie wieder gehen!

## Rezeption
Lucinda Hawksley schreibt in ihrer Buchrezension: „Barbro Lindgrens Bücher über den schwarz-weißen Welpen Rosa behaupten sich in der Kategorie Lieblingsbücher. Rosa på dagis (‚Rosa in der Kinderkrippe‘) soll jungen Lesern eine Vorstellung vermitteln, wie es ist, bei einer Tagesmutter, in einer Kindertagesstätte oder im Kindergarten zu sein. […] Die Rosa-Bücher helfen Kindern dabei, Ängste vor dem ersten Tag jenseits vom vertrauten Zuhause in neuer Umgebung mit neuen Regeln abzubauen. Menschen kommen kaum vor, es dreht sich alles nur um die Hundebabys.“ Jane Marino fasst die englischsprachige Ausgabe Rosa Goes to Daycare im School Library Journal folgendermaßen zusammen: „Erikssons Bilder fangen die Welt der Hunde mit Humor und Zuneigung ein. Trotz einiger Ungenauigkeiten in der Übersetzung und gelegentlicher schlechter Satzstruktur ist dies eine Geschichte mit Charme und Reiz.“

## Referenzen
Rosa på dagis wird in dem literarischen Nachschlagewerk 1001 Kinder- und Jugendbücher – Lies uns, bevor Du erwachsen bist! für die Altersstufe 3+ Jahre empfohlen.

## Ausgaben
- Rosa på dagis. Eriksson & Lindgren, Schweden 1999 (schwedisch).
- Rosa Goes to Daycare. Groundwood Books, Canada 2000 (englisch).